# Lea ibaia / Río Lea
Lea ibaia / Río Lea este o arie protejată (arie specială de conservare — SAC, sit de importanță comunitară — SCI) din Spania întinsă pe o suprafață de 110,4 ha, integral pe uscat.

## Localizare
Centrul sitului Lea ibaia / Río Lea este situat la coordonatele 43°20′29″N 2°30′45″W / 43.3414°N 2.5124°V.

## Înființare
Situl Lea ibaia / Río Lea a fost declarat sit de importanță comunitară în mai 2003 pentru a proteja 26 de specii de animale. Situl a fost protejat și ca arie specială de conservare în octombrie 2012.

## Biodiversitate
Situată în ecoregiunile atlantică și marină Atlantică, aria protejată conține 9 habitate naturale: Tufărișuri halofile mediteraneene și termo-atlantice (Sarcocornetea fruticosi), Fânețe de joasă altitudine (Alopecurus pratensis, Sanguisorba officinalis), Estuare, Terase mlăștinoase și terase nisipoase neacoperite de apă la reflux, Păduri aluvionare cu Alnus glutinosa și Fraxinus excelsior (Alno-Padion, Alnion incanae, Salicion albae), Salicornia și alte specii anuale care populează regiunile mlăștinoase și nisipoase, Pajiști uscate europene, Pășuni atlantice udate de apa mării (Glauco-Puccinellietalia maritimae), Păduri de Quercus ilex și Quercus rotundifolia.
La baza desemnării sitului se află mai multe specii protejate:
- păsări (18): lăcar-de-lac (Acrocephalus scirpaceus), fluierar de munte (Actitis hypoleucos), pescăruș albastru (Alcedo atthis), stârc cenușiu (Ardea cinerea), stârc roșu (Ardea purpurea), fugaci de țărm (Calidris alpina),  prundaș gulerat mic (Charadrius dubius), prundaș gulerat mare (Charadrius hiaticula), mierla de apă (Cinclus cinclus), egretă mică (Egretta garzetta), muscar negru (Ficedula hypoleuca), pescăruș negricios (Larus fuscus), Larus michahellis, pescăruș râzător (Larus ridibundus), codobatura galbenă (Motacilla flava), culic mare (Numenius arquata), cormoran mare (Phalacrocorax carbo), fluierarul cu picioare roșii (Tringa totanus)
- mamifere (5): nurcă (Mustela lutreola), liliac cărămiziu (Myotis emarginatus), liliacul mediteranean cu potcoavă (Rhinolophus euryale), liliacul mare cu potcoavă (Rhinolophus ferrumequinum), liliacul mic cu potcoavă (Rhinolophus hipposideros)
- nevertebrate (1): Coenagrion mercuriale
- pești (2): Parachondrostoma miegii, somonul (Salmo salar)

Pe lângă speciile protejate, pe teritoriul sitului au mai fost identificate 3 specii de plante, 1 specie de păsări, 1 specie de mamifere.